# Quảng cáo bám đuổi
Quảng cáo bám đuổi (tiếng Anh: Retargeting ads), cũng thường được biết đến như Nhắm chọn lại (retargeting) hay Tiếp thị trở lại (remarketing), là một quá trình tiếp thị mà doanh nghiệp sẽ đặt các quảng cáo vào những người dùng (users) có tham gia hoặc đã từng truy cập vào website hay các nền tảng mạng xã hội của doanh nghiệp đó, nhưng vẫn chưa tiến đến quá trình trao đổi mua bán.

## Mục tiêu của quảng cáo bám đuổi

### Nhận thức
Doanh nghiệp sử dụng các chiến dịch quảng cáo bám đuổi để nâng cao nhận thức thương hiệu. Khi đó quảng cáo bám đuổi sẽ được sử dụng để thông báo cho các khách hàng truy cập về các tính năng hoặc các đặc điểm khác của sản phẩm. Mục tiêu này ít được nhắm tới bởi vì nó hướng đến những khách truy cập-người đã tương tác rất nhiều với doanh nghiệp. Doanh nghiệp có thể chạy các chiến dịch nâng cao nhận thức trước khi thực hiện các chiến dịch chuyển đổi.

### Chuyển đổi
Chiến dịch chuyển đổi được sử dụng cho khách truy cập quen thuộc hơn với thương hiệu của doanh nghiệp và các sản phẩm hoặc dịch vụ của thương hiệu đó. Tuy nhiên, họ vẫn không đặt hàng, vì vậy doanh nghiệp muốn họ nhấp vào quảng cáo, hướng họ đến trang đích sau khi nhấp và thuyết phục họ chuyển đổi quyết định mua.

## Cách thức hoạt động của quảng cáo bám đuổi
Khi có một người đặt chân đến website của doanh nghiệp, người đó đã được gắn một cookie hoặc pixel. Điều này cho phép doanh nghiệp đánh dấu và đặt các quảng cáo tùy chỉnh vào họ bất cứ nơi nào họ đến trên mạng.
Bản chất của quảng cáo bám đuổi là một quá trình rất đơn giản:
1.Trước tiên, có một website và một nhà quảng cáo tạo một "thẻ" (tag) đến website đó để quan sát, theo dõi hành vi của người truy cập.
2.Khi những người truy cập đến xem website của doanh nghiệp, họ đã được gắn thẻ và theo dõi thông qua cookies hay pixel. Nhớ rằng, với sự thay đổi của dữ liệu cá nhân vì quy định về bảo vệ dữ liệu chung (GDPR), doanh nghiệp cần phải có sự cho phép của người truy cập để đặt cookies hay thu thập dữ liệu của họ thông qua pixels.
3.Tiếp theo, nhà quảng cáo sẽ chạy chiến dịch với mục tiêu đưa các thông tin liên quan đến những người liên quan, thường là những thông tin mà họ quan tâm, ưa thích.

## Các hình thức của quảng cáo bám đuổi

### Quảng cáo bám đuổi theo hành vi truy cập trang
Quảng cáo bám đuổi theo hành vi truy cập trang là loại quảng cáo bám đuổi phổ biến nhất. Trên các nền tảng như Facebook, Twitter, Quora, Google Ads, Bing hoặc LinkedIn.
Về cơ bản, doanh nghiệp có một vài tùy chọn khác nhau với quảng cáo bám đuổi theo hành vi truy cập trang web. Phương pháp phổ biến nhất là bằng cách tạo danh sách nhắm chọn lại cho bất kỳ ai đã truy cập website trong 30-90 ngày qua.
Nghĩa là bất cứ ai đã truy cập trang nào trên website trong 30 ngày qua sẽ nhận được quảng cáo tiếp thị tiếp theo. Tùy chọn thứ hai là lấy những khách hàng truy cập cụ thể hơn và loại trừ của các trang cụ thể trên website. Hoặc doanh nghiệp có thể hiển thị quảng cáo bám đuổi cho những khách truy cập đã truy cập các trang cụ thể trên trang web nhưng không bao giờ chuyển đổi. Điều này cho phép doanh nghiệp điều chỉnh quảng cáo cho cụ thể. Quảng cáo bám đuổi theo hành vi truy cập trang  thường được thực hiện trên các nền tảng như Facebook, trang web đối tác của Google và các nền tảng truyền thông xã hội khác.

### Quảng cáo bám đuổi theo hành vi tìm kiếm
Quảng cáo bám đuổi theo hành vi cho phép doanh nghiệp đặt mục tiêu vào mọi người dựa trên các tìm kiếm gần đây mà họ đã thực hiện trên các công cụ tìm kiếm phổ biến. Hình thức này nhắm mục tiêu tới những người dùng chưa từng ghé thăm website của nhà quảng cáo, nhưng thể hiện các đặc điểm tương đồng với các khách hàng hiện tại thông qua dự định tìm kiếm của họ. Quảng cáo bám đuổi theo hành vi tìm kiếm mang lại hiệu quả cao vì nó dựa trên những mối quan tâm hiện tại của người dùng chứ không phải hành vi quá khứ của họ.

### Quảng cáo bám đuổi qua danh sách tiếp thị lại dành cho quảng cáo kèm kết quả tìm kiếm (RLSA)
Hình thức quảng cáo này chỉ có trên hệ thống Google Adwords. Marketer sử dụng danh sách tiếp thị lại hiện tại – gồm những người dùng cần tiếp thị lại của mình – để hiển thị quảng cáo khi họ thực hiện tìm kiếm thông qua Google. Tuy nhiên, thay vì hiển thị quảng cáo biểu ngữ, phương pháp này hiển thị cho người dùng các quảng cáo văn bản truyền thống (gồm một đường liên kết đến website của doanh nghiệp và một mô tả tóm tắt về sản phẩm/dịch vụ) trên trang kết quả tìm kiếm.
Doanh nghiệp có thể đặt giá thầu cao hơn cho những người đã truy cập website trong thời gian gần đây vì những người này có nhiều khả năng chuyển đổi. Quá trình này rất đơn giản. Một khi họ đã làm điều này, họ được gắn thẻ với một cookie hoặc pixel..
RLSA là một cách tuyệt vời để đặt quảng cáo bám đuổi vào những khách truy cập từ trang web trên các từ khóa cụ thể mà họ sẽ tìm kiếm trên Google.  

### Quảng cáo bám đuổi qua email
Cũng giống như các phương pháp trên, quảng cáo bám đuổi cũng có thể được thực hiện với email. Email được xem là kênh tiếp thị phổ biến nhất, và nó cũng có thể thúc đẩy doanh số tăng trưởng đáng kể. Quảng cáo bám đuổi lại qua email cho phép doanh nghiệp xác định khách hàng tiềm năng bằng quảng cáo tùy chỉnh, trực tiếp ở đầu hộp thư đến của họ với quảng cáo Gmail.
Quảng cáo bám đuổi qua email cho phép theo dấu và tiếp thị lại đối với người dùng đã mở email. Nó hoạt động tương tự cơ chế của quảng cáo bám đuổi theo hành vi truy cập trang. Khi người dùng mở email, một cookie (đoạn mã pixel theo dấu) sẽ được lưu trên trình duyệt của người này và giúp nhận dạng mỗi khi họ sử dụng trình duyệt để lướt web hoặc tham gia mạng xã hội. Sau đó quảng cáo được hiển thị đến họ trên các nền tảng trực tuyến này. Và cũng theo thống kê, có tới gần 80% các email quảng cáo không được mở. Do đó, doanh nghiệp không nên chỉ dựa vào quảng cáo qua mail hay sử dụng quảng cáo bám đuổi qua email để kết nối với những người dùng tiềm năng của mình, mà có thể tận dụng thông tin địa chỉ email để sáng tạo hơn với các chiến dịch quảng cáo bám đuổi thông qua CRM.

### Quảng cáo bám đuổi qua CRM
Với quảng cáo bám đuổi qua quản trị mối quan hệ khách hàng (CRM), tất cả những gì doanh nghiệp cần làm là đưa danh sách email người dùng cho nhà cung cấp quảng cáo bám đuổi. Nhà cung cấp sẽ khớp địa chỉ mail này với dữ liệu từ các hệ thống CRM online/offline khác để nhận dạng người dùng và hiển thị quảng cáo đến họ một cách tự động.

## Lợi ích của quảng cáo bám đuổi

### Tạo ra các quảng cáo mang tính cá nhân hóa
Doanh nghiệp có thể phân loại những người truy cập website của mình dựa trên hành vi và từ đó đặt các quảng cáo riêng biệt cho mỗi người. Ví dụ, một công ty dụng cụ thể hình có thể đặt mục tiêu vào những người đã xem mục Rèn luyện aerobic với các quảng cáo phụ kiện aerobic, trong khi những người đã xem mục Rèn luyện sức bền sẽ nhìn thấy các quảng cáo dụng cụ luyện tập sức bền.

### Nhận được sự chuyển đổi cao hơn
Quảng cáo bám đuổi sẽ dẫn đến tỷ lệ chuyển đổi (CTR) cao hơn và CPA thấp hơn bởi vì doanh nghiệp đang đặt mục tiêu vào đúng đối tượng với đúng hình thức quảng cáo.

### Xây dựng sự nhận thức thương hiệu
Rất ít những người truy cập sẽ tin tưởng và mua hàng từ một thương hiệu mà họ mới gặp lần đầu, do đó tỷ lệ chuyển đổi sẽ thấp. Trong thực tế, các nghiên cứu chỉ ra rằng điều đầu tiên mà người tiêu dùng tìm kiếm trên công cụ tìm kiếm Google là tên thương hiệu (của các cửa hàng bán lẻ), trước cả giá và nhận xét của người mua trước đó.

### Tối ưu hóa chi phí
Việc sử dụng công nghệ Nhắm chọn lại (Retargeting) trên các mạng quảng cáo trực tuyến giúp doanh nghiệp tối ưu hóa chi phí do chỉ tập trung vào một nhóm khách hàng nhất định, kiểm soát, giới hạn được chi phí theo từng lượt nhấp (CPC) hoặc số lượt hiển thị quảng cáo biểu ngữ. Doanh nghiệp cũng có thể dựa vào hành vi khách hàng để  lựa chọn nội dung quảng cáo hiển thị hoặc chọn các trang web hiển thị quảng cáo.  

## Các thông số tích cực mà quảng cáo bám đuổi mang lại
Quảng cáo bám đuổi tăng cơ hội chuyển đổi lưu lượng của website lên 70%
Quảng cáo bám đuổi có thể tạo ra 147% tỷ lệ chuyển đổi trung bình
Quảng cáo bám đuổi cải thiện mức độ nhận biết thương hiệu một cách nhanh chóng (lên 500%)
Quảng cáo bám đuổi làm tăng mức lưu lượng của website lên 700% thông qua việc đem những người truy cập trước đây trở lại

## Ưu điểm và nhược điểm của quảng cáo bám đuổi

### Ưu điểm

#### Cải thiện mức độ nhận thức thương hiệu
Một lợi ích cơ bản và dễ thấy nhất của quảng cáo bám đuổi là việc nhìn thấy lặp đi lặp lại ấy sẽ nâng cao khả năng nhận thức thương hiệu. Tần suất một người nhìn thấy thương hiệu của doanh nghiệp ngày càng nhiều thì khả năng người đó nhận ra thương hiệu đó trong tương lai ngày càng tăng và người tiêu dùng thường có khuynh hướng mua sản phẩm từ thương hiệu mà họ biết. Sự củng cố, lặp đi lặp lại chính là một trong những thành tố cơ bản của học tập, và đây cũng là một trong những thế mạnh của quảng cáo bám đuổi. Rất nhiều nghiên cứu đã chỉ ra rằng những nội dung được thể hiện thường ít quan trọng hơn quá trình thể hiện đó, và đó chính xác là những gì quảng cáo bám đuổi truyền tải.

#### Khuyến khích sự quay trở lại
Khi một người truy cập vào website của doanh nghiệp nhưng thoát ra mà không mua gì cả, điều này không có nghĩa là họ không thích chúng. Mạng internet đầy rẫy những sự phiền nhiễu, và người dùng có thể có những khoảng chú ý khá ngắn. Có thể ai đó đã gửi họ một đoạn video buồn cười, hay điện thoại họ reo, hoặc có thể họ thấy rằng họ không cần sản phẩm của bạn tại thời điểm đó. Nếu không có sự giúp đỡ của quảng cáo bám đuổi, bạn có thể đánh mất những khách hàng tiềm năng ấy vĩnh viễn.
Phần lớn những người sử dụng internet không truy cập vào các quảng cáo biểu ngữ, vậy nên sẽ khá khó khăn để theo dõi quá trình vận hành của quảng cáo bám đuổi một cách trực tiếp. Tuy nhiên, các ứng dụng như Google Analytics sẽ giúp theo dõi lượng lưu lượng trong website của doanh nghiệp. Nếu có một sự phản hồi đáng kể về chiến dịch của doanh nghiệp, thì chiến dịch quảng cáo bám đuổi đó đã đạt được hiệu quả.

#### Hiệu quả về chi phí
Không giống với các hình thức tiếp thị khác, phải truyền tải thông điệp của doanh nghiệp cho một lượng lớn những khách hàng mà có thể nhiều trong số đó còn chẳng quan tâm đến doanh nghiệp đang bán gì, quảng cáo bám đuổi là một quá trình tiếp thị đặc biệt chỉ đặt mục tiêu vào những đối tượng khách hàng có sự hứng thú. Điều này giúp doanh nghiệp thu hẹp được phạm vi tiếp cận vào chỉ những đối tượng mà sẽ có những phản hồi lại với quảng cáo của doanh nghiệp.
Điều này làm tăng hiệu quả quảng cáo. Nghiên cứu đã chỉ ra rằng quảng cáo bám đuổi cung cấp mức doanh thu trên mức đầu tư (ROI) cao hơn so với các hình thức tiếp thị kỹ thuật số khác.

### Nhược điểm

#### Sự phiền phức dẫn đến hiệu quả kém
Quảng cáo bám đuổi có thể trở nên phiền phức đối với những khách hàng đã được chuyển đổi - có nghĩa là, những người đã giao dịch mua hàng rồi, hoặc thậm chí đã mua sản phẩm mà doanh nghiệp quảng cáo cho họ, hoặc những người không có sự quan tâm đến những sản phẩm, dịch vụ mà doanh nghiệp đó cung cấp.

#### Vi phạm quyền riêng tư
Một vài người xem quảng cáo bám đuổi như là một sự xâm nhập quyền riêng tư- một vấn đề nan giải trong xã hội ngày nay. Mặc dù quảng cáo bám đuổi không thu thập những thông tin mang tính cá nhân (những thông tin như tuổi tác, giới tính,..), nhiều người vẫn cảm thấy có chút không thích hợp. Trong khi quảng cáo bám đuổi lại tuân thủ pháp luật và các quy định thì những người sử dụng internet chỉ đơn thuần là cảm thấy không hài lòng và việc nhìn thấy thương hiệu của doanh nghiệp thông qua các phương tiện này có thể làm cho họ có cái nhìn tiêu cực.

## Quảng cáo bám đuổi hoạt động trên những nền tảng nào?
Nếu bạn đang muốn sử dụng chiến lược quảng cáo bám đuổi, bạn sẽ phải sử dụng dịch vụ của bên thứ ba để quản lý các công cụ kỹ thuật như tracking pixel, cookies, xây dựng đối tượng, báo cáo và phân khúc người dùng.
Bạn có thể chọn từ một trong các nền tảng sau để thực hiện chiến lươc quảng cáo bám đuổi trên đó.Trong số những nền tảng này, một số là tự phục vụ trong khi những cái khác được quản lí hoàn toàn, tùy thuộc vào mức độ cần thiết tham gia của các nguồn lực từ bên ngoài.
Nếu doanh nghiệp tự tin hơn vào khả năng chạy các chiến dịch của mình, bạn có thể sử dụng các nền tảng như Quảng cáo Google hoặc AdRoll. Nếu doanh nghiệp không thể tự chạy các chiến dịch tiếp thị trở lại, có thể sẽ phải thuê một freelancer, một đại lý hoặc tự tìm hiểu cách thực hiện chúng.
Dưới đây là một số nền tảng tuyệt vời để lựa chọn.

### Quảng cáo Google
Quảng cáo Google là mạng quảng cáo phổ biến nhất. Với bảng điều khiển dễ sử dụng và thiết lập nhanh, doanh nghiệp có thể thực hiện chiến lược quảng cáo bám đuổi chỉ trong vài ngày. Nếu doanh nghiệp sử dụng Quảng cáo Google, việc thiết lập chiến dịch quảng cáo bám đuổi khá đơn giản. Doanh nghiệp chỉ cần kích hoạt tính năng quảng cáo bám đuổi, tạo danh sách tiếp thị lại và tạo quảng cáo tùy chỉnh để thu hút người dùng vào những danh sách đó. Nó cũng cung cấp danh sách nhắm chọn lại và tiếp thị lại cho Quảng cáo kèm kết quả tìm kiếm (RLSA).

### AdRoll
AdRoll giúp dễ dàng thiết lập, thực hiện và phân tích các chiến dịch quảng cáo bám đuổi. Nó hỗ trợ tất cả các mạng và trao đổi quảng cáo phổ biến như Google, Facebook hoặc Twitter, vì vậy doanh nghiệp có thể theo dõi khách hàng tiềm năng của mình mọi lúc mọi nơi. Nếu doanh nghiệp tranh luận giữa AdWords hoặc AdRoll, AdRoll có phạm vi tiếp cận lớn hơn nhiều và dễ thiết lập hơn.

### Perfect Audience
Perfect Audience là một nền tảng dễ sử dụng khác cung cấp quảng cáo bám đuổi theo truy cập trang web, quảng cáo bám đuổi theo ứng dụng di động, quảng cáo bám đuổi theo Facebook và tương tự. Doanh nghiệp có thể thiết lập miễn phí hoặc chỉ cần bỏ ra một số tiền rất ít làm cho nó trở thành một lựa chọn tuyệt vời cho các doanh nghiệp nhỏ.

### Retargeter
Retargeter cung cấp cả dịch vụ DIY và Managed cho khách hàng của mình. Các kế hoạch DIY được giới hạn trong quảng cáo bám đuổi theo truy cập trang web và quảng cáo bám đuổi theo Facebook trong khi các dịch vụ được quản lý thì đi kèm với các tùy chọn bổ sung như quảng cáo bám đuổi theo hành vi tìm kiếm hoặc CRM.

## Cách thức hoạt động của quảng cáo bám đuổi trên các trang mạng xã hội

### Quảng cáo bám đuổi trên Facebook
Facebook có một lượng người dùng khổng lồ, thu hút hàng tấn tiềm năng quảng cáo. Ngoài ra, Facebook cũng có một số công cụ thiết lập mục tiêu nâng cao nhất trên thế giới. Doanh nghiệp có thể sử dụng quảng cáo bám đuổi dựa trên bất kỳ dữ liệu về sở thích, hành vi hoặc yếu tố nhân khẩu học nào.
Hiện tại, Facebook cung cấp ba loại đối tượng khác nhau, mỗi loại gồm hàng chục loại phụ để đặt mục tiêu vào bất kỳ ai từ khách truy cập vào website của doanh nghiệp để tương tác cộng đồng.

#### Đối tượng tùy chỉnh
Phát triển khách hàng mục tiêu thông qua việc đặt quảng cáo bám đuổi vào những người đã thể hiện sự quan tâm và tương tác với doanh nghiệp trước đó. Khách hàng này có thể từ trên website của doanh nghiệp, trên Facebook, thông qua các ứng dụng di động.

#### Đối tượng giống nhau
Tải danh sách khách hàng hiện tại lên Facebook, doanh nghiệp có thể tạo các danh sách khách hàng có từ email hoặc số điện thoại có sẵn để quảng cáo Facebook. Dựa trên sở thích, hành vi của khách hàng cũ,... để tìm ra lượng khách hàng tiềm năng mới cũng có chung sở thích, hành vi đó...

#### Đối tượng đã lưu
Tạo danh sách khách hàng hoàn toàn mới từ đầu bằng cách sử dụng dữ liệu nhân khẩu học, sở thích, thu nhập, hành vi,...
Để thiết lập quảng cáo bám đuổi trên Facebook, doanh nghiệp sẽ sử dụng Pixel Facebook để đánh dấu khách truy cập trang web của mình.

### Quảng cáo bám đuổi trên các mạng xã hội khác

#### Quảng cáo bám đuổi trên Twitter
Đặt tag trên Twitter ở website. Đợi một tuần và để nó tạo một danh sách khách truy cập website của doanh nghiệp. Sau đó, doanh nghiệp có thể nhắm mục tiêu những người này thông qua Tweet được quảng cáo sẽ xuất hiện trong dòng thời gian của họ.

#### Quảng cáo bám đuổi trên Pinterest
Pinterest gần đây đã thêm tùy chọn nhắm chọn lại cho các nhà quảng cáo, điều đó có nghĩa là doanh nghiệp có thể nhắm mục tiêu khách truy cập website trên Pinterest thông qua Ghim quảng cáo.

#### Quảng cáo bám đuổi trên Quora
Quora cho phép doanh nghiệp nhắm mục tiêu những người trong pixel quảng cáo của doanh nghiệp đã truy cập website nhưng chưa mua.

#### Quảng cáo bám đuổi trên LinkedIn
LinkedIn hoạt động giống như Facebook và Twitter. Phân khúc và tham gia lại với khách truy cập đã truy cập website của doanh nghiệp với Quảng cáo LinkedIn.

#### Quảng cáo bám đuổi trên YouTube
Thực hiện thông qua Quảng cáo Google, với cùng khách hàng mục tiêu mà doanh nghiệp đã thiết lập cho tiếp thị trở lại Quảng cáo Google.

## Cách sử dụng hiệu quả quảng cáo bám đuổi trong chiến dịch tiếp thị kĩ thuật số

### Phân khúc đối tượng
Một trong những phương pháp đã được chứng minh để nhắm chọn lại thành công trong tiếp thị kỹ thuật số là phân khúc đối tượng. Doanh nghiệp phải hiểu rằng mỗi khách hàng rất khác nhau trong hành vi và quyết định mua hàng của mình. Do đó, với quá trình phân khúc đối tượng, doanh nghiệp sẽ có thể hiểu được hành vi của đối tượng và điều chỉnh từng thông điệp quảng cáo cho người dùng trong các giai đoạn khác nhau của kênh mua hàng.
Theo phương pháp này, khi khách truy cập vào trang chính của trang web của doanh nghiệp. Doanh nghiệp có thể nhắm mục tiêu cho họ bằng các bảng tóm tắt sáng tạo và cung cấp cho họ nhận thức về thương hiệu. Nếu những khách truy cập này tiếp tục đến trang sản phẩm, hãy phân phát cho họ những quảng cáo cụ thể hơn về sản phẩm của doanh nghiệp. Do đó phân khúc đối tượng là quá trình cho phép doanh nghiệp phân phát quảng cáo có liên quan và hấp dẫn cho khách hàng tiềm năng.

### Giới hạn tần suất ngăn ngừa sự nhầm lẫn của khách hàng
Phương pháp giới hạn tần suất là một cách được đảm bảo khác để thực hiện chiến dịch quảng cáo bám đuổi thành công. Đây là một quá trình để hạn chế số lần người dùng được xác định sẽ nhìn thấy quảng cáo và sẽ ngăn khách hàng tiềm năng cảm thấy quá tải.
Khách hàng tiếp tục truy cập trang web quan tâm của họ nhiều lần, nhưng một hoặc hai lần truy cập vào trang web của doanh nghiệp không có nghĩa là cuối cùng họ sẽ mua sản phẩm. Cả những khách hàng tiềm năng này đều không đánh giá cao ý tưởng về sự theo dõi liên tục trong suốt hành trình web của họ. Doanh nghiệp phải hiểu rằng tiếp xúc quá mức sẽ gây ra các tác động có hại. Đổi lại, hiệu suất chiến dịch sẽ giảm nhanh. Ở đây giới hạn tần suất giúp việc các khách hàng tiềm năng bỏ qua quảng cáo hoàn toàn là điều tự nhiên. Thậm chí đôi khi các khách hàng tiềm năng bắt đầu có quan điểm tiêu cực về thương hiệu của doanh nghiệp khi theo dõi họ trên web.

### Chuyển đổi xem qua ấn tượng
Chuyển đổi xem qua hoặc kỹ thuật VTC được sử dụng để tìm hiểu số lượng bộ chuyển đổi sau quảng cáo hiển thị hoặc quảng cáo video. Nếu có thay đổi chuyển đổi trong vòng một ngày kể từ lần hiển thị quảng cáo, nó sẽ được báo cáo trong AdWords dưới dạng chuyển đổi xem qua. Theo chức năng của chuyển đổi xem qua, nó xác định những quảng cáo không kích hoạt quyết định mua ngay lập tức. Tuy nhiên, những quảng cáo này ảnh hưởng đến mọi người để mua hàng sau này.
Chuyển đổi xem qua cung cấp cho nhà quảng cáo dữ liệu phong phú hơn về hiệu suất quảng cáo bằng cách xem xét các chuyển đổi xảy ra trong một cửa sổ cụ thể sau khi người dùng nhìn thấy quảng cáo.

## Chi phí của quảng cáo bám đuổi
Cấu trúc chi phí của Quảng cáo bám đuổi: CPC, CPM, CPA
Cần xác định số tiền doanh nghiệp muốn chi tiêu và cách doanh nghiệp muốn chi tiêu. Nếu doanh nghiệp có kế hoạch sẵn, có thể xác định số tiền doanh nghiệp nên chi tiêu để có được một khách hàng thông qua quảng cáo bám đuổi. Để thực hiện điều này, doanh nghiệp nên làm một danh sách kiểm tra chi phí để xác định số tiền nên chi cho quảng cáo bám đuổi.

### Ngân sách tiếp thị cho quảng cáo bám đuổi
Theo một nghiên cứu gần đây từ phần mềm Marin, phần lớn các nhà tiếp thị đang chi tiêu dưới 10% ngân sách quảng cáo của họ cho quảng cáo bám đuổi. Điều này có nghĩa là doanh nghiệp chưa có nhiều sự cạnh tranh với quảng cáo bám đuổi của doanh nghiệp, so với các kênh khác, như Google Adwords.

### Các cách khác nhau mà nhà cung cấp dịch vụ quảng cáo của doanh nghiệp có thể tính phí
Doanh nghiệp sẽ phải mua nơi đặt quảng cáo bám đuổi theo một trong ba cách: CPC, CPM, CPA.

#### CPC (Chi phí mỗi lần nhấp)
Doanh nghiệp sẽ chỉ bị tính phí khi có ai đó nhấp vào quảng cáo bám đuổi của doanh nghiệp. Doanh nghiệp thiết lập số tiền chi tiêu tối đa cho mỗi lần nhấp là bao nhiêu. $1/ lần nhấp, $2/ lần nhấp và quảng cáo của doanh nghiệp sẽ chỉ được hiển thị trên các website có chi phí lên tới số tiền mục tiêu mỗi lần nhấp. Đây là một cách tốt để làm khi những người nhấp vào quảng cáo thực sự đang chuyển đổi theo đề xuất của doanh nghiệp.

#### CPM (Chi phí cho mỗi mille / Chi phí cho 1000 lần hiển thị)
Với CPM, bất cứ khi nào quảng cáo của doanh nghiệp được hiển thị 1000 lần (cho dù họ có thực sự nhìn thấy quảng cáo hay không) trên web, doanh nghiệp sẽ phải trả một số tiền nhất định. Điều này có thể có lợi nếu doanh nghiệp nhận được số lần nhấp X, tuy nhiên, nếu quảng cáo bám đuổi tiếp tục hiển thị ở dưới cùng của màn hình và không ai nhìn thấy nó sẽ rất lãng phí tiền. Doanh nghiệp phải trả tiền cho dù có nhận được nhấp chuột hay không. Vì vậy, mặc dù có thể có nhiều lợi nhuận hơn nếu doanh nghiệp thực sự nhận được số lần nhấp, nhưng nếu không nhận được bất kỳ khoản nào thì doanh nghiệp sẽ lãng phí chi tiêu quảng cáo.

#### CPA (Chi phí mỗi lần mua)
Đây là chi phí cho một người để chuyển đổi theo đề xuất của doanh nghiệp. CPA có thể sẽ cao hơn CPC hoặc CPM nhưng nó sẽ đảm bảo rằng doanh nghiệp sẽ nhận được chuyển đổi cho các nỗ lực quảng cáo bám đuổi của mình. Nếu doanh nghiệp hiển thị quảng cáo bám đuổi cho một chiếc váy mà ai đó đang xem và quảng cáo bám đuổi của doanh nghiệp được hiển thị cho họ và họ mua chiếc váy đó, doanh nghiệp sẽ bị tính phí. Vấn đề của CPA là nó rất khó để đo lường xem đó có phải là quảng cáo bám đuổi đã thuyết phục họ mua hàng hay họ quay lại để mua mặc dù quảng cáo bám đuổi có hoặc không hiện lên. Các công ty dịch vụ sẽ tính phí doanh nghiệp ngay khi ai đó hoàn tất giao dịch mua thậm chí đó không phải là quảng cáo bám đuổi (tức là họ không bao giờ nhìn thấy vì nó ở ngoài màn hình).

### Tối ưu hóa giá thầu
Để tiếp cận đúng khách hàng, doanh nghiệp cần biết khách hàng của mình ở đâu. Theo Google, 95% thời gian của một người dành thời gian trực tuyến cho nội dung như đọc tin tức hoặc blog yêu thích của họ.
Có thể tối ưu hóa giá thầu bằng cách xác định trang web nào sẽ dẫn đến nhiều khách hàng tiềm năng hơn (những người đã truy cập trang) so với người vừa đọc một bài viết trên blog. Nếu doanh nghiệp đặt giá thầu cao hơn trên các trang web cho những khách hàng tiềm năng và họ quan tâm đến đề xuất của doanh nghiệp, doanh nghiệp có thể có chi phí ban đầu cao hơn nhưng không chỉ có nhiều người nhấp vào quảng cáo bám đuổi của doanh nghiệp mà còn nhiều người chuyển đổi theo đề xuất của doanh nghiệp.

### Các yếu tố khác cần ghi nhớ với quảng cáo bám đuổi: Giới hạn tần suất và thời lượng thành viên
Nếu doanh nghiệp không đặt giới hạn tần suất hoặc giới hạn thời lượng thành viên, quảng cáo của doanh nghiệp sẽ được hiển thị nhiều lần nhất có thể cho đến khi hết tiền. Hiển thị quảng cáo nhiều lần sẽ khiến doanh nghiệp mất tiền không cần thiết. Nếu họ không muốn nhấp vào quảng cáo trong 30 lần hiển thị đầu tiên thì có lẽ họ sẽ không có ý định nhấp.
Giới hạn tần suất: Đây là số lần tối đa sẽ hiển thị quảng cáo bám đuổi. Nếu nó xuất hiện quá nhiều sẽ khiến doanh nghiệp phải tốn nhiều chi phí và khiến mọi người ghét doanh nghiệp hơn. Nếu doanh nghiệp không giới hạn số lần quảng cáo của mình, có thể chi tiêu cao hơn tới 20% so với ngân sách hàng ngày của doanh nghiệp.
Thời lượng của thành viên: Đây là khoảng thời gian doanh nghiệp muốn giữ một người trong phân khúc mục tiêu (dựa trên các trang họ đã duyệt trên trang web của doanh nghiệp). Giới hạn nó dựa trên chu kỳ mua hàng (khoảng thời gian cần thiết để ai đó mua sản phẩm của doanh nghiệp).

## Bài viết có liên quan
- Tiếp thị trở lại
- Quảng cáo biểu ngữ